# Harmothoe australis
Harmothoe australis är en ringmaskart som beskrevs av Kirkegaard 1995. Harmothoe australis ingår i släktet Harmothoe och familjen Polynoidae. Inga underarter finns listade i Catalogue of Life.